# 佐藤春奈
佐藤 春奈（さとう はるな、1995年4月17日 - ）は、日本の元アイドル。BLUE ROSE所属の女性アイドルグループ「アイドルカレッジ」の元メンバー。元Team Dリーダー。派生ユニットMELiSSAリーダー。アイドル活動と並行して、衣装製作を行っていた。現在はアイドル衣装制作をしている。神奈川県出身。血液型はB型。

## 来歴
- 2015年
  - 10月3日、ニコニコ本社での『アイドルカレッジ ビーマイ★ゾンビ CDリリースイベント』で、アイドルカレッジへの加入を発表。また、同日結成を発表した派生ユニット UP's COLLEGE from アイカレ（以下アプカレ）への加入を発表[2]。
  - 10月10日 東京ドームシティラクーアガーデンステージでの『アイドルカレッジ ビーマイ★ゾンビ CDリリースイベント』で、アプカレお披露目のビラ配り[3]。
  - 10月12日、アキバソフマップ1号店での『我らup'sカレッジ！公演』が初ライブ[4][5]。
  - 12月5日、6日、『和歌山アイドルフェスティバル２０１５ Support by HighLisk』が初遠征[6]。
  - 12月18日、新宿Renyでのアイドルカレッジワンマンライブ 『Precious memories 6th〜信じながら歩いてく〜』でアイドルカレッジメンバーとして初めてのワンマンライブ出演[7]。
- 2016年
  - 1月24日、RUID K2でのチャンネル北参道Presents『Revolution 激アツ２マンLIVE３連戦！！其の一・アイドルカレッジ編』でアイドルカレッジの選抜メンバーとして初出演[8]。
  - 4月20日発売のアイドルカレッジ アルバム『idolcolledge』のリードチューン『がむしゃらfighter』で、同期の影澤里南と共にダンスパートを得る。
  - 5月7日、代官山UNITでの『アップスカレッジ初ワンマンライブ「これが最後のアプカレイレブン！」』にて、サブリーダーを務めたUP's COLLEGE from アイカレが解散[9]。
  - 5月14日、15日 台湾Jack's studioでの｢IDOLidge Carnival in TAIPEI｣が初海外遠征[10]。
  - 12月1日、生テレ November ドリームステージで1位を獲得[11]。『グラビアザテレビジョン』Vol.49へのグラビア、インタビュー掲載が決まる[12]。
  - 12月14日、アイドルカレッジ シングル『虹とトキメキのFes』でシングル初選抜。
  - 12月29日、恵比寿ガーデンホールでの『『seventh anniversary アイドルカレッジ7大都市ツアー!!!〜キミに会いたくて〜』FINAL東京』にて、Team D結成とTeam Dリーダーに就任することが発表される[13]。
- 2017年
  - 6月10日 - 11日 第26回YOSAKOIソーラン祭りに出演したアイドルカレッジの衣装を製作[14]。
- 2018年
  - 6月9日 - 10日、第27回YOSAKOIソーラン祭りに出演したアイドルカレッジの衣装をリメーク、追加製作[15]。
  - 9月30日、INSA福岡での『『9th anniversary アイドルカレッジ9大都市ツアー!!!〜奇跡と軌跡、未踏のチャレンジ!!!〜』福岡公演』にて、新衣装製作クラウドファンディング企画とキーパーソンに就任することが発表される[16]。
  - 10月31日、キーパーソンを務める『「皆にとって心に残る『特別な1着』を作りたい」アイドルカレッジ、衣装製作プロジェクト』が目標金額200万円を大きく超える459.5万円の支援達成[17]。
  - 12月9日、『『9th anniversary アイドルカレッジ9大都市ツアー!!!〜奇跡と軌跡、未踏のチャレンジ!!!〜』東京公演』にて製作した衣装がお披露目される[18]。
- 2019年
  - 4月4日 ダンスボーカルロックユニットMELiSSAのリーダーに就任することが発表される[19]。
  - 4月8日、『アイドルカレッジTeamD公演『。』〜どこまでも続く夢道、汗と涙の830日間〜』でリーダーを務めたTeamDが解散。
  - 4月20日、『『アイドルカレッジ東名阪ツアー2019☆アイカレライナー〜1秒足りとも止まれま10!!!〜』大阪公演』で、YOSAKOIソーラン祭り2019の新衣装製作をクラウドファンディングで実施することが発表される[20]。
  - 4月29日、アイドルカレッジ YOSAKOIソーラン祭り2019新衣装製作プロジェクト！が目標金額100万円を大きく超える288.5万円の支援達成[21]。
  - 6月8日 - 9日、第28回YOSAKOIソーラン祭りに出演したアイドルカレッジの衣装を製作、お披露目[22]。
- 2020年
  - 2月1日、『アイドルカレッジ11周年生誕祭LIVE〜Brand ｎew IDOL COLLEGE〜』で、映画制作クラウドファンディングプロジェクトが発表され、衣装の製作、準備を担当することが発表される[23]。
  - 6月25日、ハンドメイドブランド「PALMLAND」設立を発表。[24]
  - 7月2日、『ソフマップ無観客ライブ』で、アイドルカレッジからの卒業、MELiSSAからの脱退を発表。卒業ライブを11/9、渋谷マウントレーニアホールで開催することを発表した。[25]
  - 10月31日、shibuya CYCLONEでの『Judgement Halloween 2020』で、MELiSSAを脱退。[26][27]
  - 11月9日、SHIBUYA PLEASURE PLEASUREにて『アイドルカレッジ 佐藤春奈卒業Live』を開催。アイドルカレッジから卒業。[28][29][30]
- 2022年
  - 9月14日 - 25日、新宿マルイアネックス2階にて、『佐藤春奈衣装展』を開催。[31][32]
- 2023年
  - 4月15日、浅草花劇場にて『#ぱるなの衣装部屋フェス〜ぱるさんのお誕生日SP〜』を開催。佐藤春奈が衣装を制作したアイドルが出演。[33][34]

## 衣装製作
アイドル活動と並行して衣装製作を行っている。
アイドルカレッジ加入時は各種イベント向けに、佐藤春奈本人の衣装を手作りで製作した。
2017年のYOSAKOIソーラン祭りの衣装を皮切りに、アイドルカレッジ全体、各メンバーの記念日の衣装を手掛け始める。Jewel☆Cielの安藤笑のバースデー衣装も手掛けた。

### アイドル活動と並行して製作した衣装(#ぱるなの衣装工房)[36]
- 2016年
  - 6月2日 ソフマップ定期公演で、手作りのパニエスカートと髪飾りを披露[37][38]
  - 7月7日 ソフマップ定期公演で、手縫いの浴衣を披露[39][40]
  - 10月31日 ハロウィーンパーティイベントで、自作の衣装を披露[41]
- 2017年
  - 6月10日 - 11日 第26回YOSAKOIソーラン祭りに出演したアイドルカレッジの衣装を製作、披露[14]
  - 12月7日 アイカレ紅白歌合戦で、佐藤春奈高校時代に製作した衣装を披露[42][43]
  - 12月14日 アイカレ紅白歌合戦で歌唱した「となりのバナナ」をモチーフに製作した衣装を披露[44]
- 2018年
  - 6月9日 - 10日 第27回YOSAKOIソーラン祭りに出演したアイドルカレッジの衣装をリメーク、追加製作、披露[15]
  - 7月7日 AKATSUKIリリースイベントで、手縫いの浴衣を披露[45]
  - 7月12日 影澤里南生誕祭で、影澤里南の衣装を製作、披露[46]
  - 7月15日 AKATSUKIリリースイベントで、手縫いの浴衣を披露[47]
  - 8月28日 川音希、影澤里南卒業ライブで、川音希の衣装を製作、影澤里南の生誕祭衣装をオフショルにリメークし、披露[48][49]
  - 10月20日 『9th anniversary アイドルカレッジ9大都市ツアー!!!〜奇跡と軌跡、未踏のチャレンジ!!!〜』千葉公演で、Team Dの衣装を製作、披露[50]
  - 12月9日 『9th anniversary アイドルカレッジ9大都市ツアー!!!〜奇跡と軌跡、未踏のチャレンジ!!!〜』東京公演で、アイドルカレッジの新衣装を製作、披露[18]
- 2019年
  - 4月18日 今野穂乃花、佐藤春奈生誕祭で新作衣装を披露[51]
  - 5月11日 MELiSSAリリースイベントで、MELiSSAの衣装を製作、披露[52]
  - 5月14日 アイドルカレッジ田所栞・河地柚奈卒業ライブで、田所栞・河地柚奈の衣装を製作、披露[53]
  - 6月8日 - 9日 第28回YOSAKOIソーラン祭りに出演したアイドルカレッジの衣装を製作、披露[22]
  - 7月27日 石塚汐花1st ソロワンマンライブ#しおちゃんわーるど vol.1で、石塚汐花の衣装を製作、披露[54]
  - 8月10日 Jewel☆Ciel1周年記念＆安藤笑バースデーライブで、安藤笑のバースデー衣装を製作、披露[55]
  - 11月9日 MELiSSA 1stワンマンライブ 「God save the MELiSSA」で、MELiSSAの衣装を製作、披露[56][57]
  - 12月19日 アイカレ紅白歌合戦でランジェリーをリメイクした衣装を製作[58][59]
- 2020年
  - 3月19日 アイドルカレッジ鈴木あゆ卒業ライブで、鈴木あゆの衣装を製作、披露[60][61]
  - 5月28日 MELiSSA出演の対バンライブ『IDOL CONTENT EXPO 〜 STAY HOME with 無観客LIVE Vol.1〜 』で、MELiSSA新メンバーAiNA、MiSAKi、YU-Kiの衣装を追加製作、披露[62]
  - 6月16日 中島優衣1stワンマンライブ♯ゆいのはじめてのソロライブで、中島優衣の衣装を製作、披露[63]
  - 6月28日 新グループSTRAY SHEEP CLAYMOREの衣装を製作、披露[64]
  - 7月31日 転校少女 塩川莉世の生誕衣装を制作、披露[65]
  - 10月5日 新グループアルテミスの翼の衣装を制作、披露[66]
  - 11月9日 佐藤春奈自身の卒業ライブ衣装を製作、披露[67]

### アイドル活動卒業後に制作、製作した衣装(#ぱるなの衣装部屋)
- 2021年
  - ピュアリーモンスター 中島優衣 卒業衣装[68]
  - Piggy☆Bank＄[69]
  - Tri-Sphere[70]
  - YUMEADO EUROPE 3体[71][72][73]
  - MELiSSA[74]
  - ベノム[75]
  - ミスiD2021 たつや優 卒業衣装[76]
  - LieirA[77]
  - STRAY SHEEP CLAYMORE[78]
  - ペンタプリズム 2体[79][80]
  - アルテミスの翼 3体[81][82][83]
  - かすみ草とステラ[84]
  - ＠ JAM期間限定ユニット FMF[85]
  - 石塚汐花 2体[86][87]
  - Gran☆Ciel 2体[88][89]
  - FTCProject[90]
  - 胡桃沢まひる[91]
  - ポラライト[92]
  - 愛乙女☆DOLL[93]
  - 川原かな 生誕衣装[94]
  - アルテミスの翼 小泉花恋 生誕衣装[95]
  - 平野ほのか[96]
  - アフィシャナドゥ[97]
  - GemstoneDream[98]
  - アルテミスの翼 オリオン・ハヅキ 生誕衣装[99]
  - 純情のアフィリア[100]
  - 青SHUN学園 原田真帆 卒業衣装[101]
  - アイマミエル[102]
  - Gran☆Ciel 濱田菜々 生誕衣装[103]
  - 小泉花恋[104]

## 人物
- 特技はタップダンス、バレエ[105]、ルービックキューブ、モノマネ、円周率暗記[106][リンク切れ]、衣装製作[107]
- 趣味は、ダンス、洋服作り、アイドル研究[106][リンク切れ]、インコ鑑賞[107]
- 釣り師、肉食系[108]
- 佐藤春奈を構成する3つの要素は、あざとさ、ズル賢さ、腹黒さ[108]

## 書籍

### 雑誌
- グラビアザテレビジョン Vol.49(2016年12月15日発売)
- MARQUEE (2017年8月発売)

## Web

### インタビュー
- 佐藤春奈がイメージする、アイドルに寄り添った衣装作り（聞き手：レナ） (2022年4月13日)[109]

## 出演

### テレビ
- ミツケテTV ゲスト出演(2017年6月6日、TOKYO MX2)

### ラジオ
- アイドルカレッジのカラオケ・カレッジ（2015年1月1日〜、TBSラジオ「ミュージックナビ〜昨日と今日との交差点〜」内）
- RadioStand-Up!アイドル ゲスト出演(2016年5月1日、12月26日、2017年4月10日、ShibuyaCross-FM)
- 全国アイドルカレッジ普及推進委員会 第25回ゲスト出演(響Radio Station)
- もしかしてどぶろっくだけど ゲスト出演(2016年12月、山口放送)
- 875chanねる ゲスト出演(2017年3月27日、FMねまらいん)
- RadioStand-Up!アイドル MC(海老原欠席による代行 2017年11月13日、ShibuyaCross-FM)

### 舞台
- 森下仁丹プレゼンツ第三水曜即興舞台2016「こんなはずじゃなかった。〜Guリーグ〜」 決勝ラウンド進出[110]（2016年、しもきた空間リバティ）